# Башня Тогрула
Башня Тугрула (перс. برج طغرل‎) — расположена на востоке мавзолея Ибн Бабуя на улице Ибн Бабуя города Рей и является одним из памятников периода Сельджуков. В некоторых источниках это место упоминается как башня Халифа Язида. Высота башни составляет около 20 метров (без учёта конусообразного купола, от которого в настоящее время ничего не осталось). По мнению некоторых экспертов, эта башня была словно стрелки часов и по движению лучей солнца на её зубьях можно определить время.

## Споры по поводу погребения человека в башне
Существует споры и разногласия между специалистами и историками по поводу погребения человека в этой башни. Некоторые считают её усыпальницей Тогрул Бека, и в «Маджал-ат-таварих» на с. 465 говорится, что правитель города Рей Тогрул Бек умер и здесь (то есть в башне) нашёл свою вечную обитель. Известный турецкий историк Фарук Сумер также уверен, что захоронение Тогрул Бека находится на этом месте.
В книге «Аль-нагз», написанной Абдул Джалилем Рази в VI веке по лунному календарю, указывается на существование величественного здания в качестве гробницы Тогрула. Автор в ответ на вопрос суннита, который в своей книге высмеивал шиитскую традицию строить гробницы, отметив сходство этой работы с действиями, предпринятыми суннитским халифом в Мекке и Медине, пишет: «И хотя этот писатель не дошел до Каабы и Медины, жаль, что он не видел богато украшенную гробницу великого султана Тогрула спустя сто лет». И учитывая то, что город Рей — родина Абдул Джалиля, то, следовательно, в источниках он так же указывал на этот город.
Другие писатели считают это место захоронением Халиль-Султана, потомка Тамерлана, и его жены Шад-Мульк в XV веке. Во общей книге древнего Рэя, написанной Хасаном Кариманом, говорится, что группа этого здания приписывается Фахр ад-Даулу Дейлами.
Мохаммад Мохит-Табатабаи считал, что это здание связано с пророком Ибрагимом, и после смерти в 1371 году его похоронили рядом с этой башней по его же просьбе.

## Использование Башни Тогрула
В книге Паскаля Коста (опубликованной во времена Мухаммада Шаха Каджара), есть два рисунка этой башни и один полный дизайн с куполом, эта башня была подписана как «полуразрушенная башня Халифа Язида».
По словам некоторых специалистов, эта башня в темное время суток использовалась для освещения дороги купцам Шелкового пути, которые шли от Хорасана к Рею, и ежедневная потребность людей в определении времени была устранена.
Согласно Манучехру Ариану, в статье «Другой взгляд на башни» термин «башня» относится к этому памятнику и подобным зданиям, поскольку башня относится к местам прохождения солнца по эклиптике. Такое мнение исходит из факта, что по изменению направления солнечных лучей, проходящих через специальные проемы башни, и теням на поверхности здания можно определить месяц и время года.
Башня Тогрул также выполняет функцию солнечных часов. Возможно, об этом мало говорится в исторической науке. По кругу этой башни располагаются 24 зубца, и если посмотреть на них, то они напоминают льва с открытой пастью. Эти зубья расположены в специальном порядке, так, что если солнце начнет восходить, то один зубец на востоке башни начнет постепенно освещаться, когда же пройдет полчаса после восхода, будет освещена половина зубца. Через час будет освещаться весь зубец, и так далее, пока солнце не достигнет меридиана этих «часов». В этот момент солнце находится на максимальной своей высоте от горизонта прямо надо головой в южной части башни. В этот момент тень от зубца падает прямо на арку входа и указывает на наступление полудня, времени азана. А зимой, когда солнце ниже, оно светит через ворота прямо в сердце башни. После полудня начинают освещаться зубцы на западной стороне. Таким образом, можно определить, сколько часов прошло с момента рассвета и с момента полудня.

## Ремонт и реставрация
Первая реставрация башни Тогрула была организована в 1884 году и закончена в конце 35-го года царствования Насер ад-Дин Шаха. Реставрация была выполнена по приказу шаха, первым министром Амином аль-Султаном и Абул Хоссейном Ханом Меамарбаши, на арках здания были установлены мраморные плиты. Реставрация башни предотвратила её полное разрушение, однако это не смогло спасти изящества древнего стиля и остальных куфических надписей.
После революции 1979 года здание было запущено, в начале 1990-х его снова принялись восстанавливать, и в середине 1998 года реставрация приняла более серьёзные обороты. К зиме 2000 года она была завершена.
В настоящее время реставрация башни перешла в руки двадцатого муниципалитета Тегерана, который на площади в 2 гектара расширяет этот культурный центр, возводя также библиотеку, музей и ресторан.